# What's the New Mary Jane
«What's The New Mary Jane» es una canción de la banda británica The Beatles, fue escrita por John Lennon pero acreditada como Lennon/McCartney. La canción fue grabada en 1968 para el álbum The Beatles (The White Album) pero finalmente se le excluyó.

## Composición
La canción fue escrita por John Lennon un poco después de regresar del viaje que la banda hizo a la India, la canción fue junto a "Revolution 9" de las primeras en ser grabadas por John Lennon en un estilo experimental. La banda grabó un demo de la canción en la casa de George Harrison, días antes de comenzar las sesiones de grabación del álbum The Beatles. Esa primera grabación se realizó con el ritmo de guitarras acústicas, con las voces un poco más altas.

## Grabación
La canción fue grabada en los estudios Abbey Road el 14 de agosto de 1968, los únicos integrantes de la banda que trabajaron en la canción fueron John Lennon y George Harrison con la asistencia de Mal Evans y Yoko Ono.
En la canción se utilizaron distintos instrumentos, John Lennon tocaba el piano mientras que George Harrison tocaba la guitarra, los otros instrumentos eran distintas campanas y un xilófono.

## Lanzamiento
Aunque Lennon quería que la canción apareciera en el Álbum Blanco, le fue muy difícil elegir que canciones suyas aparecerían en el álbum así que decidió descartarla en octubre de 1968 después de hacer la última mezcla.
Después de no haberse incluido en el Álbum Blanco, John Lennon pensó en lanzar la canción como un sencillo de la Plastic Ono Band, el sencillo sería lanzado en 1969 con lado B a "You Know My Name (Look Up the Number)" pero los demás integrantes del grupo se opusieron ya que eran grabaciones hechas por la banda, más tarde "You Know My Name (Look Up the Number)", fue el lado B del sencillo Let It Be en 1970. La canción se tenía planeada para formar parte del álbum Sessions en 1985, pero este fue cancelado. Finalmente permaneció inédita oficialmente hasta la recopilación Anthology 3 en 1996.

## Personal
- John Lennon - voz, piano, efectos.
- George Harrison - voz, guitarra acústica, efectos.
- Yōko Ono - voz, efectos.
- Mal Evans - campanilla, efectos.

Personal por Ian MacDonald.